# Música Dispersa
Música Dispersa va ser un grup de música català fundat a Barcelona l'any 1970. Practicaren música amb instruments acústics i elèctrics i una manera de cantar força incomprensible. Era una barreja de folk i rock. El grup va tenir una vida efímera, ja que es va dissoldre el 1971.
L'únic disc que van editar duia el nom del grup i tenia la formació següent:
- Selene: piano, bongos, flauta, veu
- Jaume Sisa: guitarra, swannie, percussió diversa, veu
- Cachas: mandolina, guitarra, flauta, veu
- Albert Batiste: baix, harmònica, orgue, bateria, veu
- Josep M. Vilaseca, "Tapioles": bateria